# Грденич, Предраг
Предраг Грденич (хорв. Predrag Grdenić; 15 августа 1907, Крижевцы, Копривницко-Крижевацкая жупания — 4 февраля 1975, Загреб) — хорватский музейный работник, принимавший участие в создании и руководстве несколькими музеями на территории Хорватии.

## Биография
Предраг Грденич родился в августе 1907 года в семье лингвиста Драгутина Грденича. Окончив обучение в гимназиях Крижевцов и Крапины, он отправился в Загреб, чтобы заняться изучением медицины. В 1935 году он занял пост специалиста по гражданской обороне в Банской управе хорватской столицы. На этом посту Грденич уделял особое внимание защите граждан от отравления боевыми отравляющими газами, для чего даже создал, на базе Отделения по гражданской обороне, физико-химическую лабораторию. За несколько лет активной работы на этом поприще Грденичу удалось собрать множество предметов и материалов, непосредственно связанных с его деятельностью, в связи с чем в 1940 году в Загребе Грденичем был открыт Музей гражданской обороны, в котором и были выставлены собранные им предметы. Вторжение в Югославию Грденич встретил в качестве директора и куратора созданного им музея, однако вскоре к должностям в музее прибавился и пост учителя в Школе народной медицины Института защитных технологий. По окончании Второй мировой войны он занял пост секретаря в загребском Музее искусств и ремёсел, где он на протяжении почти десяти лет принимал участие в пополнении музейных коллекций. В 1953 году, на срок не превышающий одного года, Грденич отправился в Кумровец (родную деревню главы Югославии Иосипа Броза) для того, чтобы возглавить мемориальный музей маршала Тито. Вернувшись в Загреб, Предраг Грденич принял участие в основании Технического музея, получив в 1955 году пост его первого директора.